# Junctospora pulchra
Junctospora pulchra är en svampart som beskrevs av Minter & Hol.-Jech. 1981. Junctospora pulchra ingår i släktet Junctospora, divisionen sporsäcksvampar och riket svampar.   Inga underarter finns listade i Catalogue of Life.